# Årsetssjön
Årsetssjön är en sjö i Vetlanda kommun i Småland och ingår i Emåns huvudavrinningsområde. Sjön är 9 meter djup, har en yta på 0,175 kvadratkilometer och befinner sig 230 meter över havet. Vid provfiske har abborre, gädda, mört och sutare fångats i sjön.

## Delavrinningsområde
Årsetssjön ingår i det delavrinningsområde (635381-144313) som SMHI kallar för Mynnar i Emån. Medelhöjden är 243 meter över havet och ytan är 8,77 kvadratkilometer. Det finns inga delavrinningsområden uppströms utan avrinningsområdet är högsta punkten. Vattendraget som avvattnar avrinningsområdet har biflödesordning 3, vilket innebär att vattnet flödar genom totalt 3 vattendrag innan det når havet efter 196 kilometer. Delavrinningsområdet består mestadels av skog (68 %), öppen mark (10 %) och jordbruk (16 %). Avrinningsområdet har 0,21 kvadratkilometer vattenytor vilket ger det en sjöprocent på 2,4 %.